# هکراسپیس

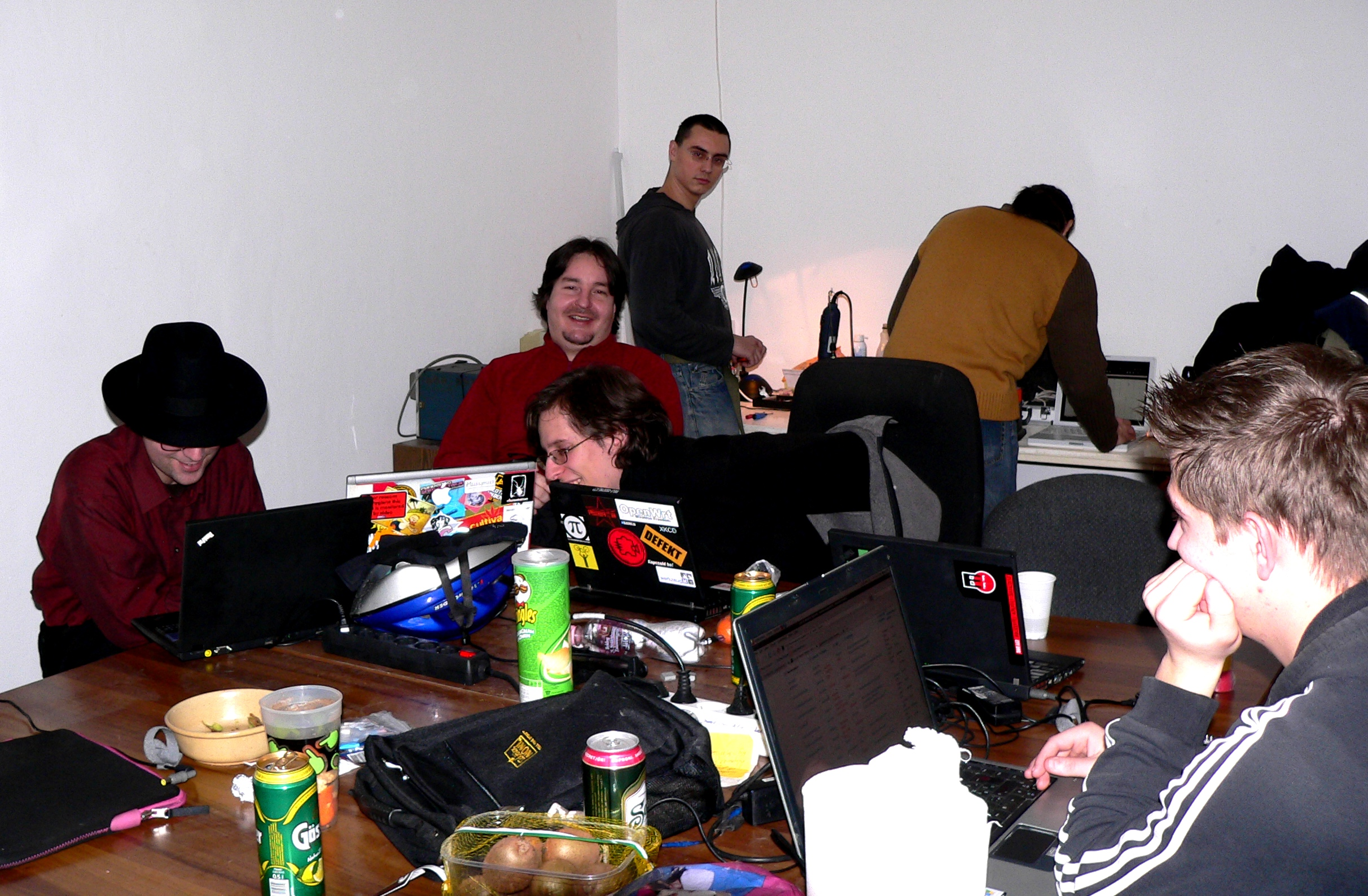
تصویر از یک هکر اسپیس و افراد مشغول

هکر اسپیس (به انگلیسی: Hackerspace) مکانی است حقیقی که عمدتاً غیر انتفاعی و وقف عام شده که گروهی از متخصصان در آن جمع می شوند و ایده‌های خود را درباره جدیدترین تحولات تکنولوژی، هک، موضوعات مربوط به امنیت اطلاعات، فناوری اطلاعات و علوم مختلف مبادله می کنند.

## بنیاد هکر اسپیس‌ها
بنیاد هکر اسپیس یک سازمان خود گردان است که روابطی میان هکر اسپیس‌ها در سراسر جهان ایجاد می کند.